# 大磨刀
大磨刀（英語：Tai Mo To）是一個位於大嶼山以北的小島，跟小磨刀和匙羹洲合稱為大小磨刀。大磨刀過去是五福礦場的所在地。五福礦場在1952年開始運作，出產石墨，出產主要運往美國。在1950年代末，年產量達3000至3500公噸，最深開採至海平面下90米，因此須使用抽水機。但因成本高，在1973年礦場停產。
在1990年代，因為興建赤鱲角新機場，大小磨刀被削平以避免影響飛機升降，以及取得沙石用作填海。現在該地無人居住，但有小型氣象臺及供公共直升機用的坪。

## 外部連結
- Hong Kong Hiking Web: 大磨刀洲(West Brother)石墨礦（页面存档备份，存于）